# Lebende Sprache
Der Ausdruck lebende Sprache bezeichnet diejenigen Sprachen, die derzeit von einer Sprachgemeinschaft verwendet werden. Vielfach haben sich Sprachen durch nationale Expansionen (Handel, Kolonisation) oder auch Migration zu modernen Weltsprachen entwickelt.

## Verbreitung
Die meistverbreiteten lebenden Sprachen (Sprecher in Millionen) sind:
| Muttersprache | Quelle                 | Quelle            |
| Muttersprache | English Company (2006) | ethnologue (2006) |
| ------------- | ---------------------- | ----------------- |
| Chinesisch    | 1.113                  | 917 (2020)        |
| Englisch      | 372                    | 379 (2020)        |
| Hindi         | 316                    | 341 (2020)        |
| Spanisch      | 304                    | 460 (2020)        |
| Russisch      | 155                    | 288               |
| Arabisch      | 201                    | 202               |
| Portugiesisch | 165                    | 170               |
| Bengalisch    | 125                    | 189               |
| Japanisch     | 123                    | 125               |
| Deutsch       | 102                    | 98                |
| Kantonesisch  |                        | 71                |
| Französisch   | 70                     | 72                |
| Italienisch   | 57                     | 63                |
| Malaiisch     | 47                     | 47                |

Zu den toten und ausgestorbenen Sprachen zählen unter anderem das Etruskische, die meisten keltischen Sprachen, das Ägyptische und zahlreiche indigene Sprachen Amerikas.

## Sonderfälle

### Wiederbelebte Sprachen
Ein Sonderfall kann sich daraus ergeben, wenn eine ausgestorbene Sprache wiederbelebt wird. Das bekannteste Beispiel hierfür ist das moderne Hebräisch (Ivrit), das heute als Amtssprache Israels wieder zu den lebenden Sprachen gehört. Allerdings war Hebräisch nur als Muttersprache ausgestorben, es überlebte als Sakralsprache die vergangenen Jahrtausende und wurde jeweils von Hunderttausenden gelesen und gesprochen – wenn auch nicht im Alltag. Weitere Beispiele sind die Kornische Sprache und Manx.

### Tote Sprachen, die weiter benutzt werden
Ein anderer Sonderfall sind diejenigen Sprachen, die von keiner Sprachgemeinschaft mehr getragen werden, also auch nicht mehr von Kindern als Muttersprache erlernt werden, aber doch in einem gewissen Rahmen weiter benutzt werden. Beispiel hierfür ist das Sanskrit, das noch im religiösen Rahmen verwendet wird und zu dem es auch eine tägliche Nachrichtensendung in dieser Sprache geben soll. Weiter benutzte tote Sprachen sind sodann das moderne Latein als Amtssprache des Vatikanstaates oder das Altäthiopische, das noch die Kirchensprache der äthiopischen und eritreischen orthodoxen Kirchen ist. Der Koran ist noch heute in Altarabisch verfasst.

### Plansprachen
Ein dritter Sonderfall sind die Plansprachen, für die sich nur ausnahmsweise eine eigene Sprachgemeinschaft entwickelte. Einige dieser Sprachen werden praktisch nicht mehr gesprochen (wie Volapük, Ido und Interlingua).
Esperanto wird laut ethnologue.com von mehr als einer Million Menschen gesprochen. Außerdem gibt es ein paar tausend Esperanto-Muttersprachler; weiterhin findet Sprachentwicklung statt, die auch wissenschaftlich untersucht wird. Esperanto erfüllt damit die üblichen Kriterien für eine lebende Sprache. Schon 1922 wurde Esperanto in einem Bericht des Völkerbunds als lebende Sprache bezeichnet. Ebenso hat die Ungarische Akademie der Wissenschaften 2004 bestätigt, dass Esperanto eine lebende Sprache ist. 1992 erschien ein Aufsatz, „Der Weg von einem Sprachprojekt zu einer lebenden Welthilfssprache. Einige Aspekte des Statuswandels, dargestellt am Beispiel des Esperanto“. Die heutige tägliche Verwendung des Esperanto wird in der sprachwissenschaftlichen Literatur beschrieben.